# El Atteuf
Ne doit pas être confondu avec El Attaf.
Ne doit pas être confondu avec tadjenanet.
El Atteuf (en berbère : ⵜⴰⵊⵏⵉⵏⵜ Tajnint, en arabe : العطف) est une commune de la wilaya de Ghardaïa en Algérie. 
El Atteuf est également le nom d'un des ksars de la pentapole de la vallée du Mzab, constituant la commune de El Atteuf. Avec le reste de la vallée du Mzab, elle est classée au patrimoine mondial de l'Humanité de l'UNESCO depuis 1982.

## Toponymie
Le nom de El Atteuf signifie « le Tournant » car elle est située sur le flanc et la crête d'une colline au tournant d'un oued.

## Géographie
La commune est située au Nord de la wilaya de Ghardaïa dans la région du Mzab ; sa superficie est de 750 km2.
| Bounoura | Bounoura         | El Guerrara          |
| Bounoura | El Atteuf        | El Guerrara, Zelfana |
| Bounoura | Metlili, Zelfana | Zelfana              |

En 1984, la commune d'El Atteuf est constituée à partir des lieux-dits suivants :
- Vieux Ksar El Atteuf
- Rezzag
- El Argoub
- Assedjlaf et la Palmeraie

Le ksar de El Atteuf est une des cités de la pentapole du Mzab. Elle est située à 9 km au sud-est de Ghardaïa, sur le rivage de l'oued, à l'extrémité aval de la Pentapole et en discontinuité urbaine avec les autres.

## Histoire
À partir du Xe siècle, après la chute du royaume rostémide par les Fatimides, les réfugiés de Tahert s'établissent à Sedrata près d'Ouargla. Puis, ils atteignent la région de la Chebka du Mzab. Au XIe siècle, ils bâtissent plusieurs villes dans cette région. Construite en 1012, El Atteuf est la doyenne des sept villes du Mzab.
Il est probable que la ville est née de la fusion de plusieurs villages existants ; cette fédération serait l'œuvre d'une fraction d'Ibadites venus de l'oued Diya.

## Démographie
Selon le recensement général de la population et de l'habitat de 2008, la population de la commune de El Atteuf est évaluée à 14 752 habitants contre 12 713 en 1998.

## Patrimoine
La cité d'El Atteuf et le reste de la vallée du Mzab, sont classés au patrimoine mondial de l'Humanité de l'UNESCO depuis 1982. Parmi les secteurs sauvegardés, le ksar d'El Atteuf est le point de départ d'un processus d'urbanisation de la vallée. Ce ksar se distingue par l'existence de deux mosquées dans son enceinte même. Chacune de ces deux mosquées possède son propre minaret de forme pyramidale.
Le mausolée de Cheikh Sidi Ami Brahim fondé au XVe siècle est particulièrement remarquable : l'intérieur de cette mosquée est constitué d'un ensemble d'arcades inégales, frustes, ouvertes sur la nature. Il abrite aussi la tombe de Cheikh Sidi Ami Brahim, qui comporte un iduden (doigts de chaux bleutés ou blancs) à 4 doigts. L'édifice a inspiré Le Corbusier pour la chapelle Notre-Dame-du-Haut de Ronchamp (Haute-Saône) en France.
En haut de la ville, une poterne mène à un grand cimetière qui comporte plusieurs tombes à iduden (doigts de chaux bleutés ou blancs). La place du marché est située au nord-est du ksar. Elle est entourée de galeries et d'arcades de différentes tailles et dimensions. La place a abrité les festivités commémorant le millénaire de la ville d'El Atteuf et de la vallée du Mzab en 1996.

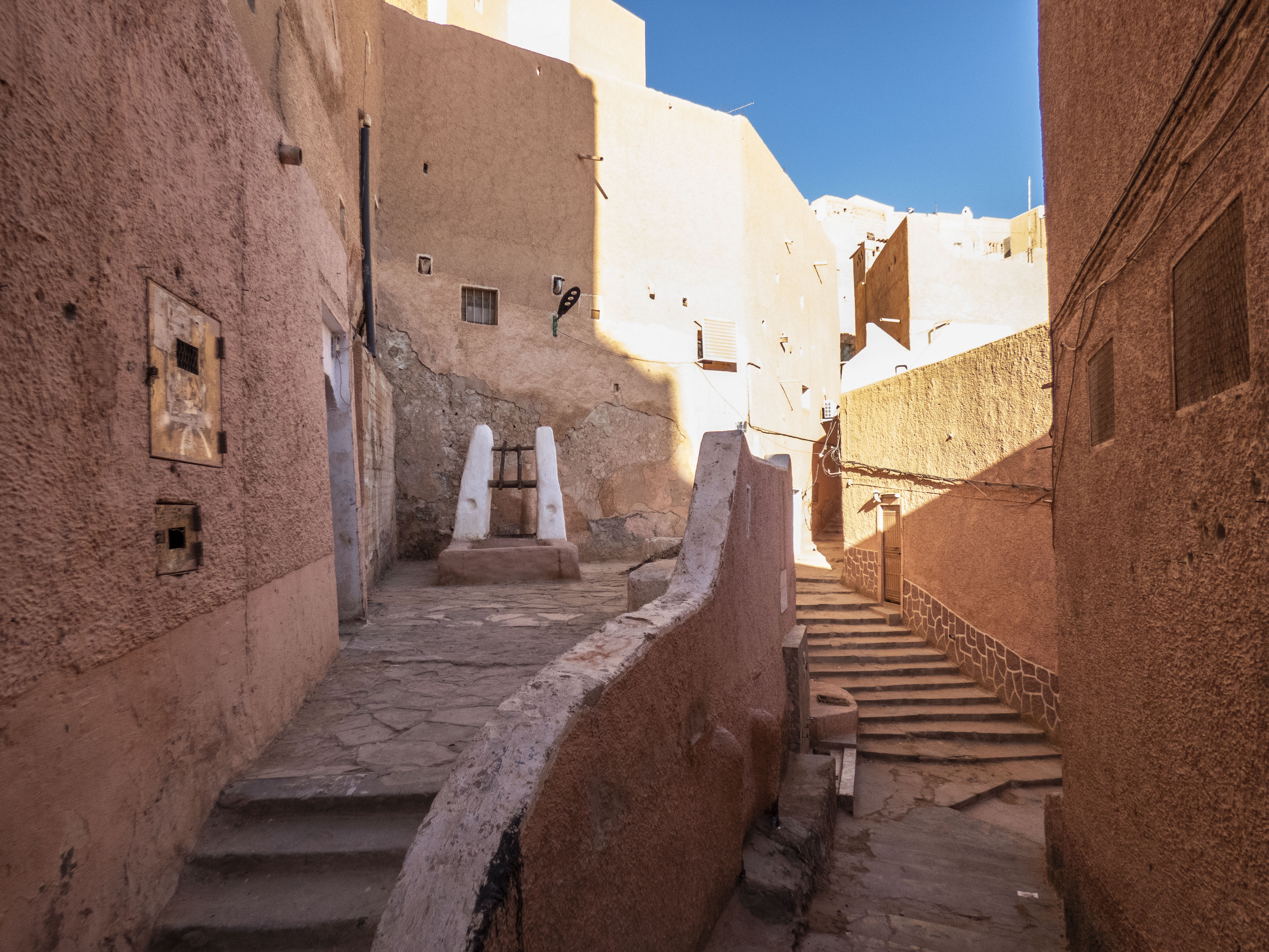
Rue du ksar de El Atteuf
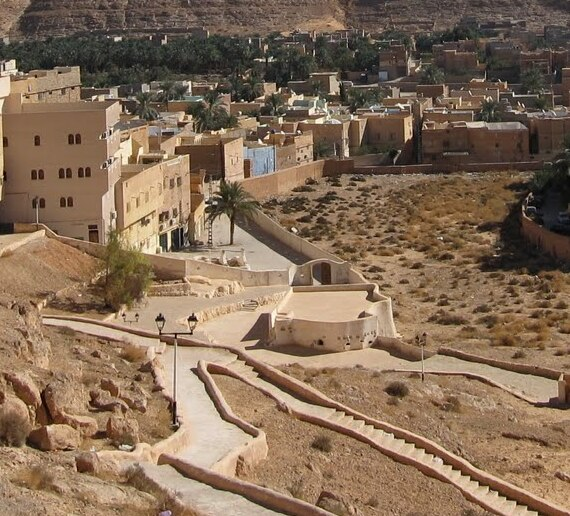
Vue sur le mausolée de Cheikh Sidi Ami Brahim.
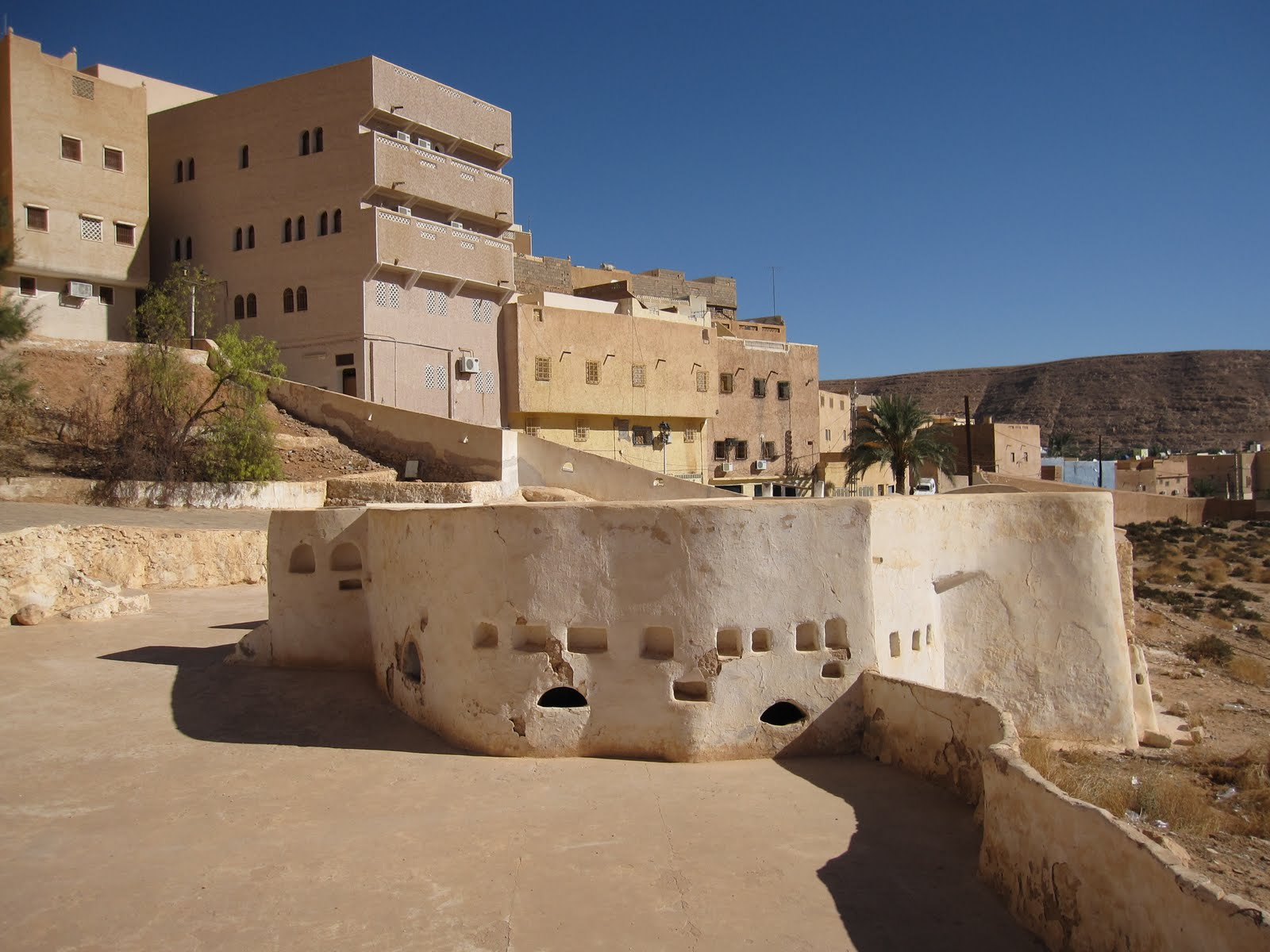
Mausolée de Cheikh Sidi Ami Brahim.
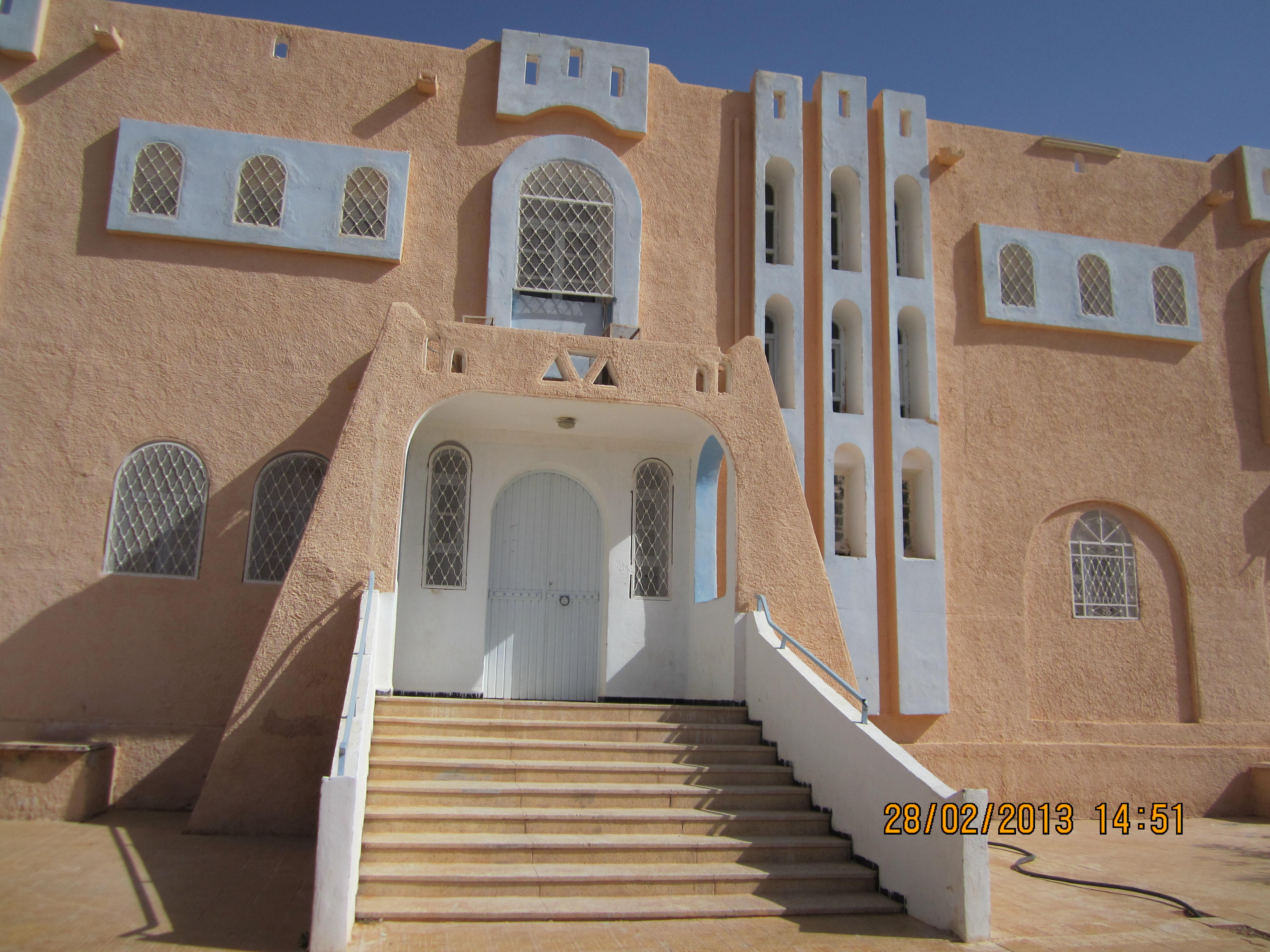
Ville nouvelle de El Atteuf.
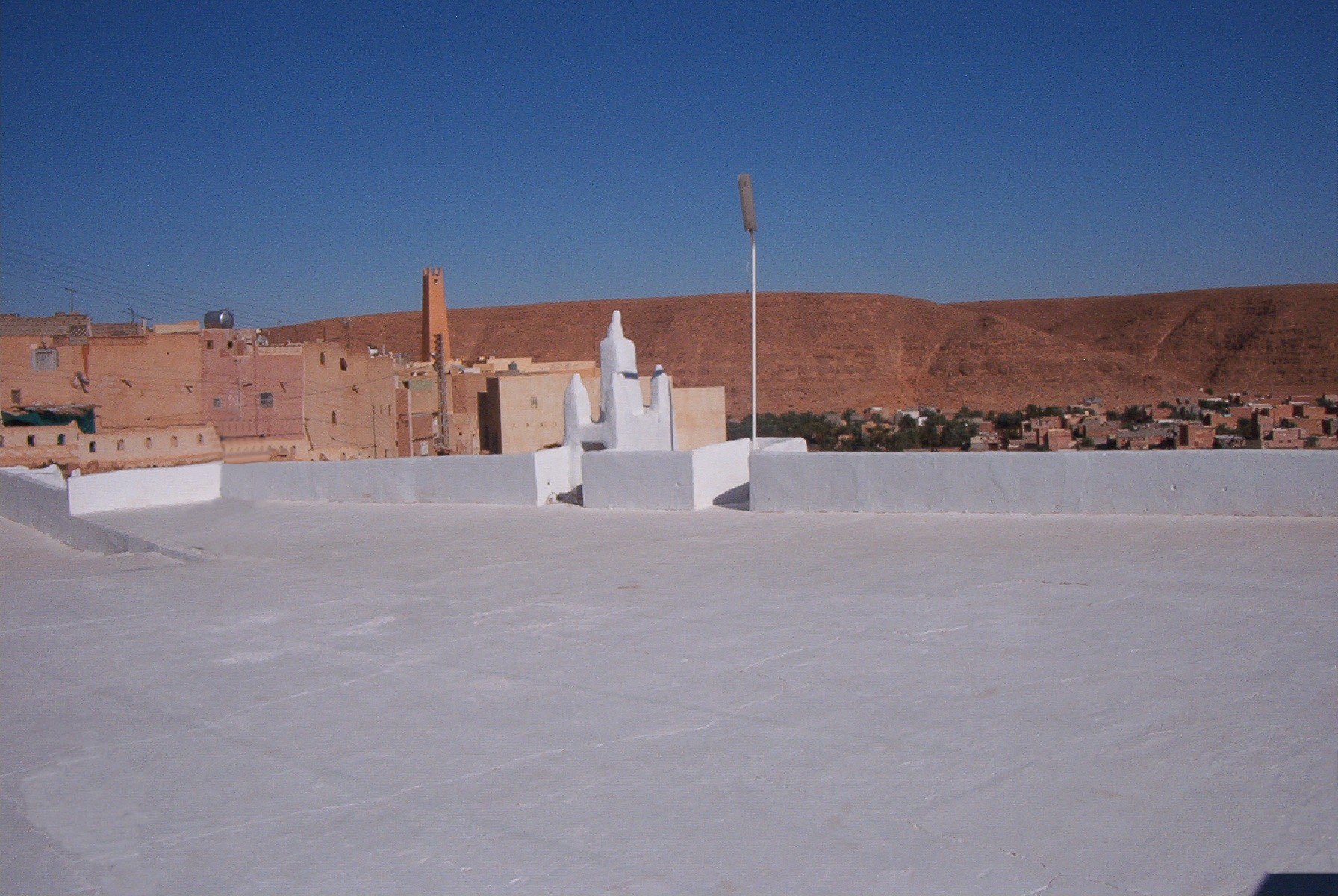
Mehdarat Ammi Hammou.
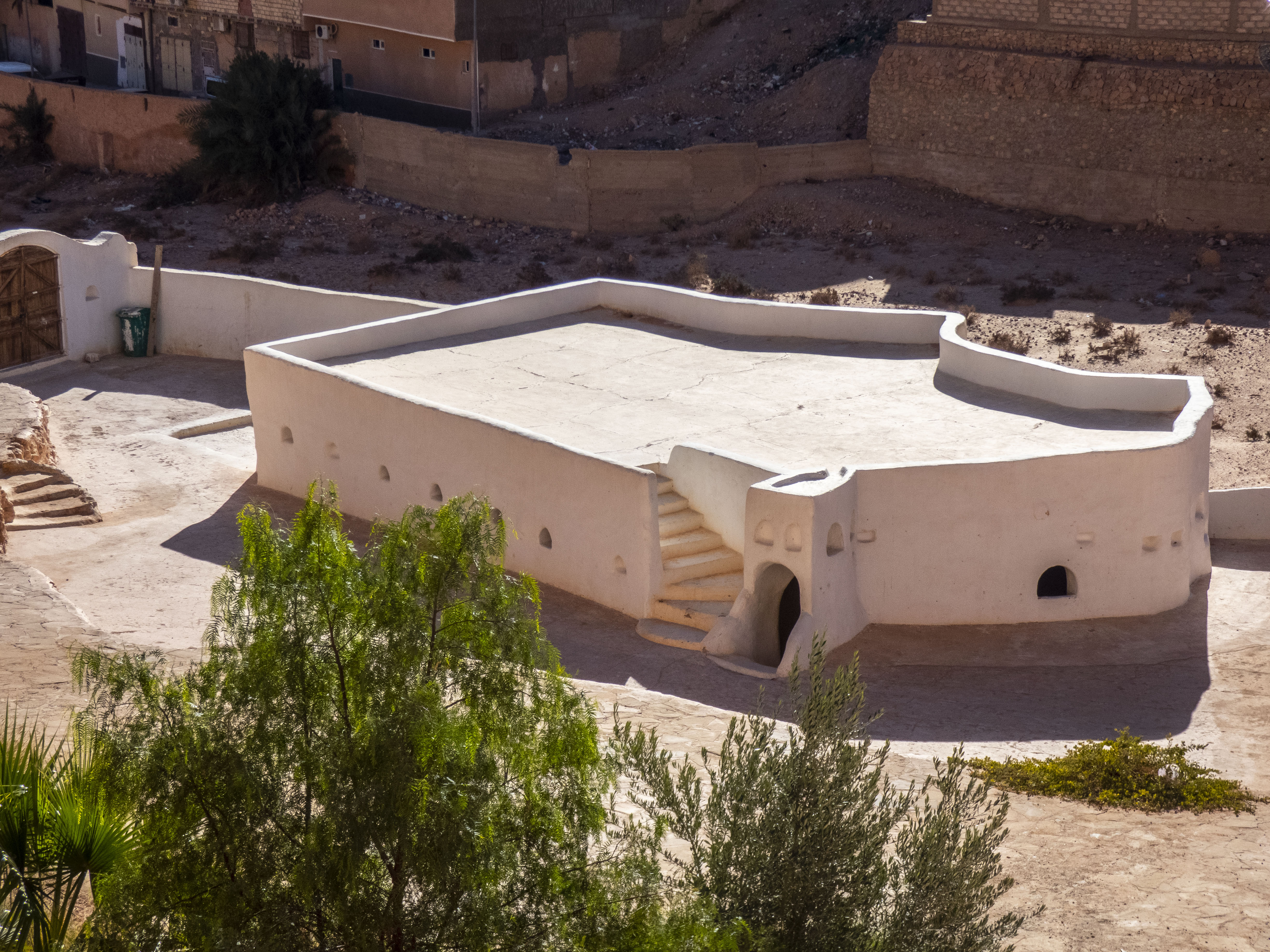
Mausolée de Cheikh Sidi Ami Brahim.
Mausolée de Cheikh Sidi Ami Brahim.
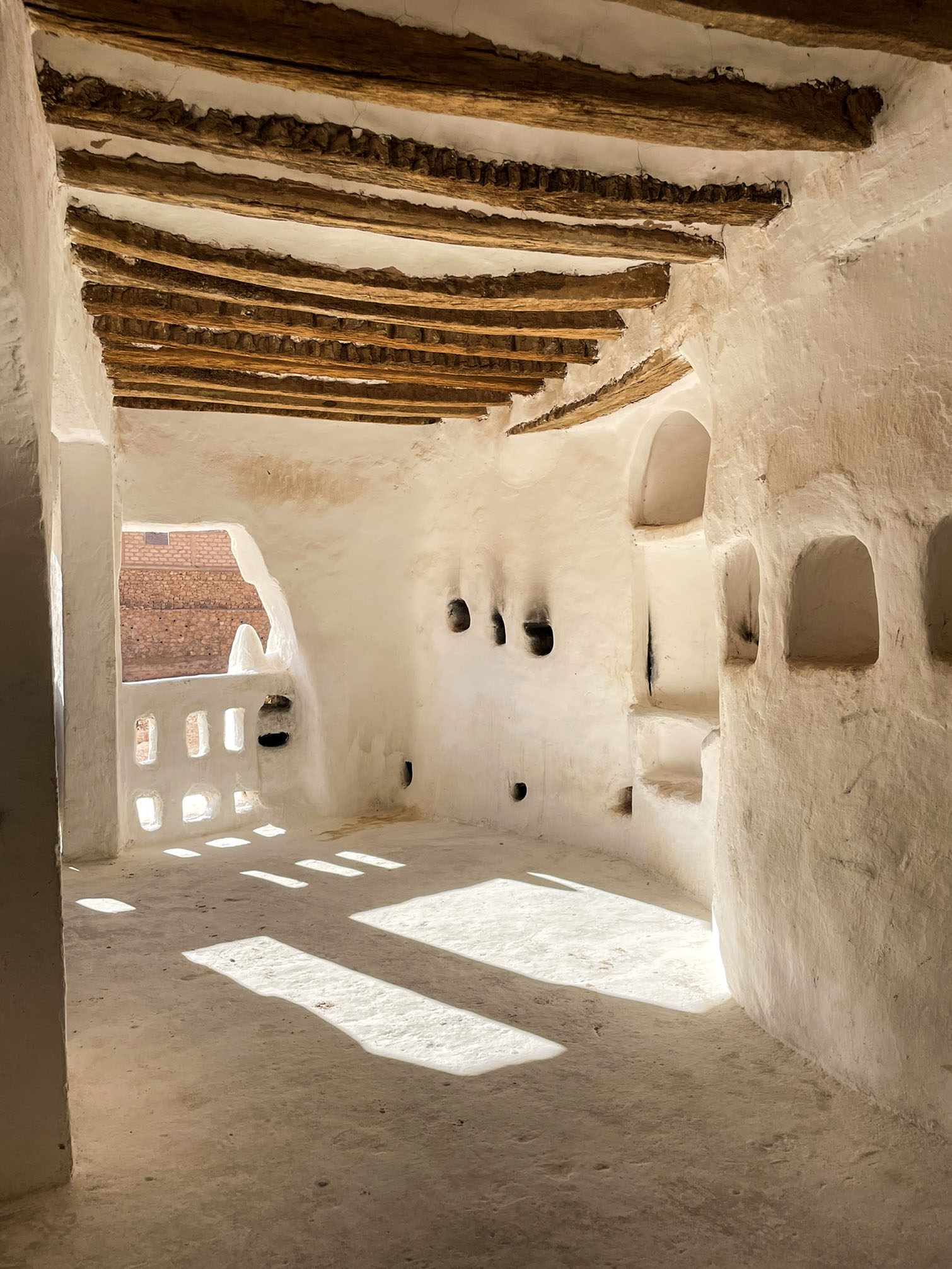
Intérieur du mausolée de Cheikh Sidi Ami Brahim.
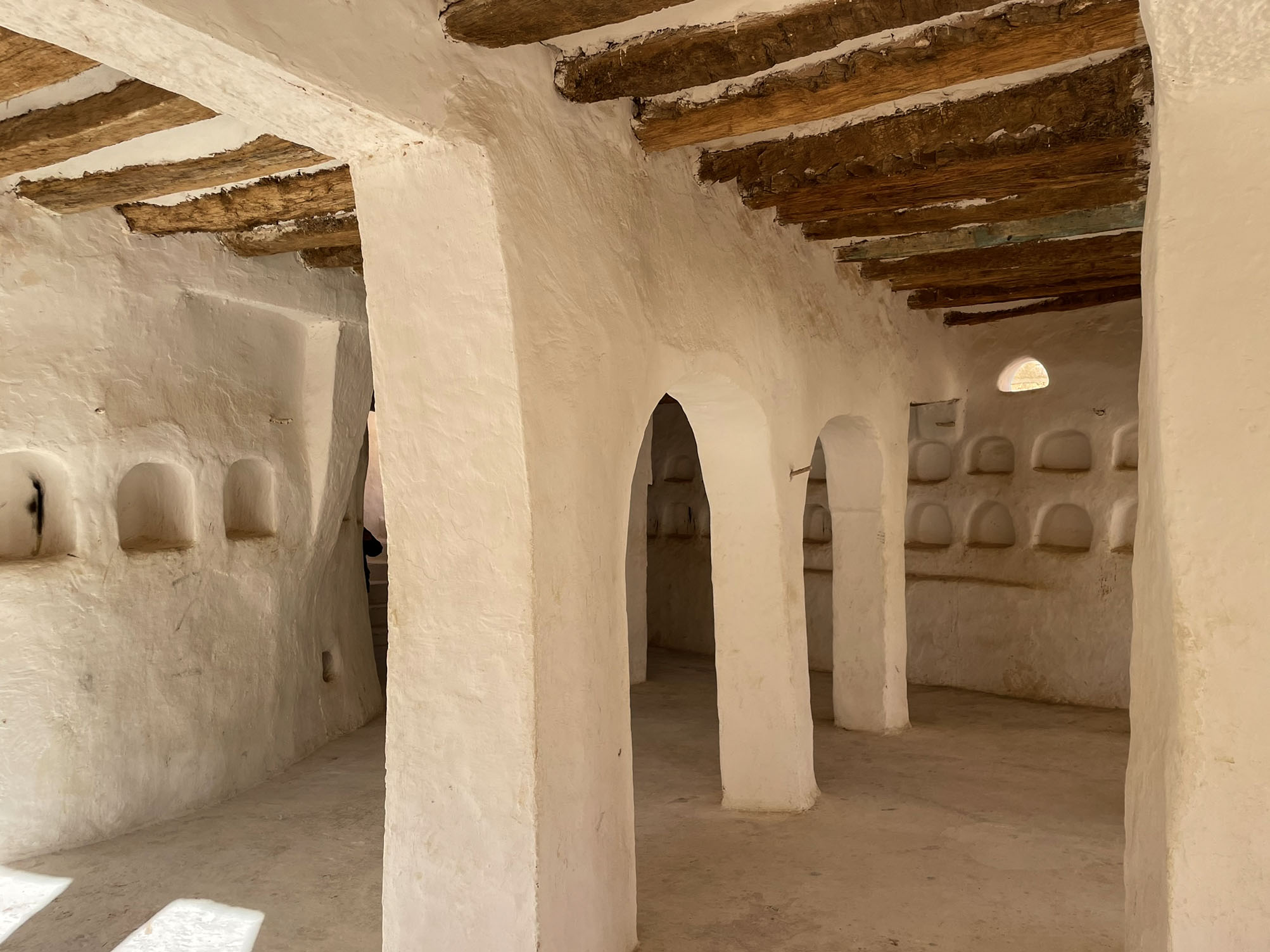
Intérieur du mausolée de Cheikh Sidi Ami Brahim.